# 渡辺美佐 (芸能事務所社長)
渡邊 美佐（わたなべ みさ、1928年〈昭和3年〉9月25日 - ）は、日本の芸能プロモーター。株式会社渡辺プロダクション名誉会長、株式会社イザワオフィス取締役、一般社団法人日本音楽出版社協会名誉顧問、文化功労者。姓の「邊」は「辺」の旧字体のため、新字体で渡辺 美佐（わたなべ みさ）と表記される場合もある。
以下のように、数々の役職を歴任していることでも知られている。
- 有限会社渡辺プロダクション副社長
- 株式会社渡辺プロダクション副社長
- 東京音楽学院学院長
- 株式会社ぷろだくしょん「道」代表取締役
- アポロン音楽工業株式会社代表取締役
- 社団法人日本レコード協会理事
- 財団法人東京音楽祭協会理事
- 財団法人渡辺音楽文化フォーラム理事
- 社団法人日本音楽著作権協会理事
- 国際ポピュラー音楽出版社連盟理事
- 国際音楽出版社連盟理事
- 株式会社ココロ取締役
- 株式会社渡辺エンタープライズ監査役
- 株式会社サーティースリー・クリエイティヴ副社長
- 岩原観光株式会社社長
- 株式会社イザワオフィス取締役
- 株式会社サウンド・シティ会長
- 株式会社ザ・ワークス取締役
- 株式会社渡辺プロダクション会長
- 渡辺音楽出版株式会社会長
- 株式会社渡辺企画社長
- 社団法人音楽出版社協会理事長（第3代）
- 社団法人私的録音録画問題協議会副理事長
- 社団法人私的録音補償金管理協会理事
- 財団法人音楽産業・文化振興財団理事長
- 社団法人音楽出版社協会会長
- 財団法人ケア・インターナショナルジャパン理事
- 一般社団法人著作権情報集中処理機構顧問
- 一般財団法人岩谷時子音楽文化振興財団理事

ほか

## 概要
神奈川県横浜市出身の芸能プロモーターであり、2022年7月現在、日本の芸能プロモーターの中でも最高齢の人物でもある。マナセプロダクション社長・曲直瀬道枝は妹。曲直瀬道三の子孫であり、現在は美佐の甥（弟の次男）の陽造が曲直瀬家の第16代当主である。父方の祖父は山鹿旗之進で、山鹿素行の流れを引く。夫である渡邊晋と渡辺プロダクションを設立すると副社長に就任し、のちに会長となった。現在は名誉会長を務めている。また、イザワオフィスの取締役の一人としても名を連ねた。業界団体としては、音楽出版社協会にて3代目の理事長として率いていたが、のちに役職の名称を理事長から会長に改めたうえで、会長にも複数回就任した。

## 来歴

### 生い立ち
1928年、マナセプロダクション創業者の曲直瀬正雄・花子夫妻の長女として神奈川県横浜市に生まれ4人の妹、2人の弟がいる。母方の祖父の牧野暎次郎は日英の混血で、祖母は日米の混血。母の花子はクオーターで英語に堪能であった。母方の大叔父の牧野金三郎は『ハワイ報知』創刊者である。
横浜市立青木小学校から1942年にミッション系の捜真女学校に入学。1945年宮城県登米郡登米町に疎開し、仙台市のミッションスクール・宮城女学校に転入し、ここから東京都の日本女子大学英文科に入学する。

### プロモーターとして
1946年、母花子が仙台駐留のアメリカ軍基地に通訳として採用され、両親は仙台にマナセプロダクションの前身であるオリエンタル芸能社を設立する。学生時代より、アルバイトで学生バンドの通訳兼マネージャーをやり、主に進駐軍の王子キャンプに出入りする。
この頃、ジャズバンド・シックスジョーズのマネージメントを引き受け、好きだったジャズ喫茶でリーダーの渡邊晋と知り合う。晋と美佐は、ショービジネスの世界を合理化・近代化し、日本の音楽とミュージシャンをレベルアップさせ国際的に通用するものにしようと考え、1955年1月、「渡辺プロダクション」を設立し副社長となり、ショービジネスの世界に近代化をもたらす。同年3月に晋と結婚。テレビ創世期の「シャボン玉ホリデー」は有名。また1958年の日劇ウエスタンカーニバルなどを手がけ、マダム・ロカビリーの異名をとり、戦後のショービジネスのリーダー的存在となる。また布施明、沢田研二、森進一らを所属歌手として育て、「ナベプロ」を日本最大の芸能プロとした。1987年、晋の死後会長となった。
ザ・ピーナッツの直接のマネージャーではなかったものの、行動を共にすることが多く、ザ・ピーナッツが日本国外で公演の際には美佐もサポート役として付き添いをすることも多かった。また、安井かずみからの信頼も厚く、長きに渡って姉のように慕われていた。安井の散骨式にも立ち会っている。
2013年9月、一般財団法人産業遺産国民会議評議員となる。

## 家族・親族
長女の渡辺ミキは、ワタナベエンターテインメント社長、渡辺プロダクション会長。次女の渡辺万由美はトップコート社長、渡辺プロダクション社長。
元フジテレビジョン編成制作局バラエティ制作センター部長で、ワタナベエンターテインメント会長の吉田正樹は長女・ミキの夫。
妹の曲直瀬道枝（山田道枝）はマナセプロダクション社長。その長男の山田昌治はYU-M エンターテインメント代表取締役。

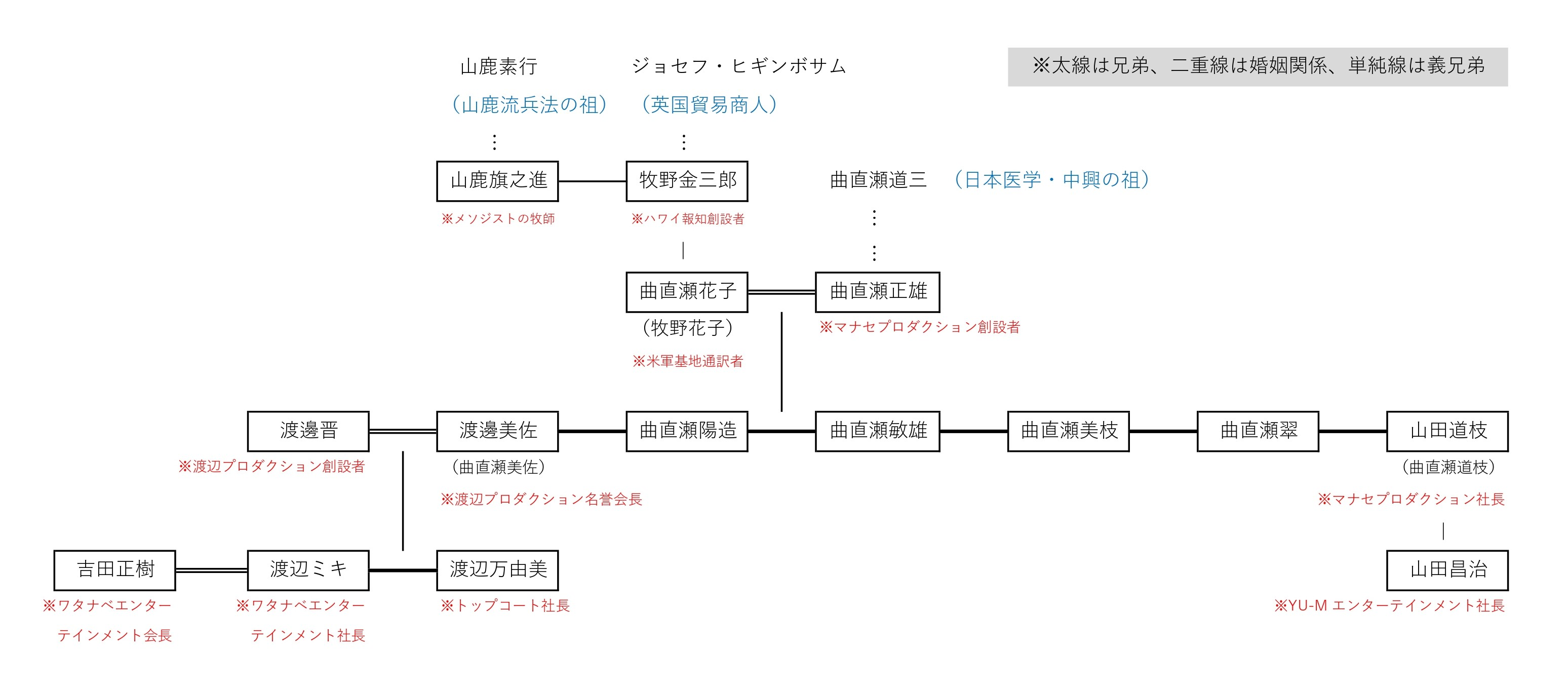
渡辺美佐 家系図

## 賞歴
- 1966年 - 婦人公論最高殊勲婦人監督賞。
- 1991年 - 世界音楽文化功労賞。
- 1997年 - 国際音楽産業見本市（MIDEM）アジア表彰。
- 1998年 - 日本音楽著作権協会功労者表彰。
- 1999年 - 日本音楽著作権協会永年功労者表彰。
- 1999年 - 著作権法百年記念特別功労者文部大臣表彰。
- 2004年 - カンヌ市パルムドール賞。
- 2005年 - 第47回日本レコード大賞功労賞。
- 2011年 - 文化庁長官表彰。
- 2018年 - 国際音楽出版社連合ラルフ・ピア二世賞。

## 栄典
- 1997年 - 芸術文化勲章シュヴァリエ章。
- 2004年 - 芸術文化勲章オフィシエ章[5]。
- 2012年 - 藍綬褒章。
- 2019年 - 文化功労者[7][8]。

## 渡辺美佐を演じた女優
- 常盤貴子 - スペシャルドラマ「ザ・ヒットパレード〜芸能界を変えた男・渡辺晋物語〜」（フジテレビ系　2006年5月26日、5月27日　2夜連続）
- 戸田恵子 - ミュージカル「ザ・ヒットパレード〜ショウと私を愛した夫〜」（2007年7月　ル テアトル銀座で公演）
- 北原三枝 - 「嵐を呼ぶ男」で演じた女マネージャー役のモデルは美佐であるという。
- 若尾文子 - 「女は抵抗する」（1960年、大映）で演じた女性プロモーター・矢代美枝のモデルは美佐である。